# Michael Wolf
Michael Wolf  (n. 10 ianuarie 1901, Biled, Austro-Ungaria – d. 2003, Geretsried, Germania) a fost un arhitect român de origine germană, cunoscut pentru contribuția sa la peisajul urban al Timișoarei în perioada interbelică. Stilul său arhitectural distinctiv, cunoscut sub numele de "Stilul Wolf", a adus o influență semnificativă asupra arhitecturii locale și a contribuit la dezvoltarea modernismului în România. Wolf a proiectat și a construit numeroase clădiri rezidențiale și publice în orașul Timișoara și în împrejurimi.

## Biografie
Michael Wolf s-a născut în 10 ianuarie 1901, la Biled, într-o familie de zidari și constructori, tatăl său, Mathias Wolf, construind diverse clădiri în regiune, printre care Biserica Catolică din satul Hodoni și noile clădiri ale Fabricii de țigarete din Iosefin.
În 1910, se mută în Timișoara cu familia sa, studiind la Școala Superioară Germano-Ungară, actualul Liceu Nikolaus Lenau. A studiat la Universitatea Tehnică din Budapesta, apoi la Stuttgart, unde unde îi are ca profesori pe Paul Bonatz și Paul Schmitthenner. După absolvire, Wolf revine în Timișoara, unde își efectuează stagiul obligatoriu în biroul arhitectului László Székely din Palatul Széchényi, o clădire proiectată de Székely însuși. Wolf îl admiră pe Székely și menține o relație caldă cu mentorul său, în ciuda diferențelor de stil dintre cei doi.
În această perioadă, Wolf colaborează cu arhitectul Mathias Hubert pentru proiectarea Școlii Banația, astăzi Universitatea de Medicină și Farmacie „Victor Babeș”. Clădirea eclectică, cu elemente de arhitectură greacă clasică, este ultima de acest fel proiectată de cei doi, care ulterior își îndreaptă proiectele către forme tot mai simple.

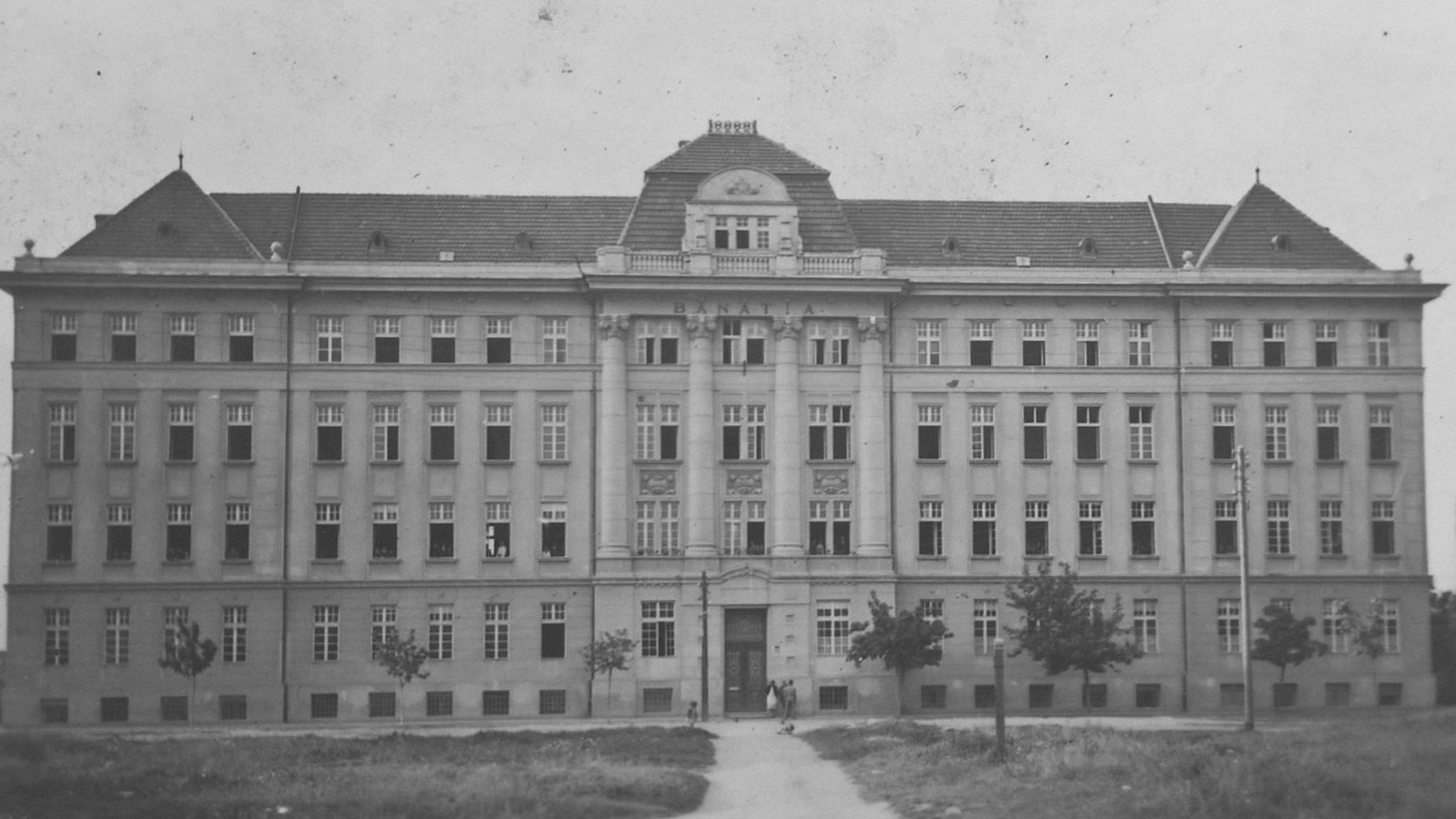
Clădirea Școlii Banația (în prezent, Universitatea de Medicină și Farmacie „Victor Babeș” din Timișoara

În anii următori, Wolf frecventează diferite cercuri din oraș, leagă prietenii de lungă durată cu viitorii clienți, artiști și constructori, își îndeplinește serviciul militar și se întoarce de mai multe ori la Stuttgart pentru a-și preda teza și pentru a munci, anii petrecuți aici lasându-și amprenta asupra carierei lui, a doua jumătate a anilor 1920 fiind una deosebit de efervescentă în acest oraș, din punct de vedere arhitectural.
De exemplu, în 1927, la Stuttgart, se deschide Expoziția Weissenhof (în germană Weißenhofsiedlung) cu o colecție de 21 de clădiri proiectate de 17 arhitecți urmând conceptele Stilului International. Printre ei, cei mai mari reprezentanți ai modernismului: Le Corbusier, Ludwig Mies van der Rohe, Walter Gropius sau Peter Behrens.
În anii 1930, Timișoara era un centru cultural și economic în plină dezvoltare, iar Michael Wolf a reușit să-și construiască o reputație solidă în industrie și a fost solicitat pentru numeroase proiecte de construcții rezidențiale și publice. El a proiectat și a construit prima sa casă între 1931 și 1932 pe strada Paris din Timișoara. Ulterior, au urmat alte proiecte de locuințe, precum și construcții publice.
În aceeași perioadă, i se comandă proiectarea unei case elegante cu 6 apartamente pe bulevardul Constantin Diaconovici Loga, aceasta contribuind la popularizarea stilului arhitectural al lui Michael Wolf, cunoscut sub numele de "Stilul Wolf". Acesta nota în jurnalul său:
„Această construcție a fost cea mai bună reclamă pentru cariera mea.” (în germană: „Diese Bau wurde für meine Laufbahn die besten reklame”).
Casa Gabor, construită în 1932 pentru Dr. Liviu Gabor, îi asigură reputația în industrie și face stilul "Wolf" recunoscut în peisajul urban local.
În perioada celui de-Al Doilea Război Mondial, acesta este chemat pe front, revenind, însă, după scurt timp, la Timișoara pentru a fi prezent la nașterea fiului său. Norocul este de partea lui, acesta primind mai multe comenzi de proiectare: extinderea Școlii Notre-Dame, Căminul German pentru Tineret și Casa de Cultură Germană.

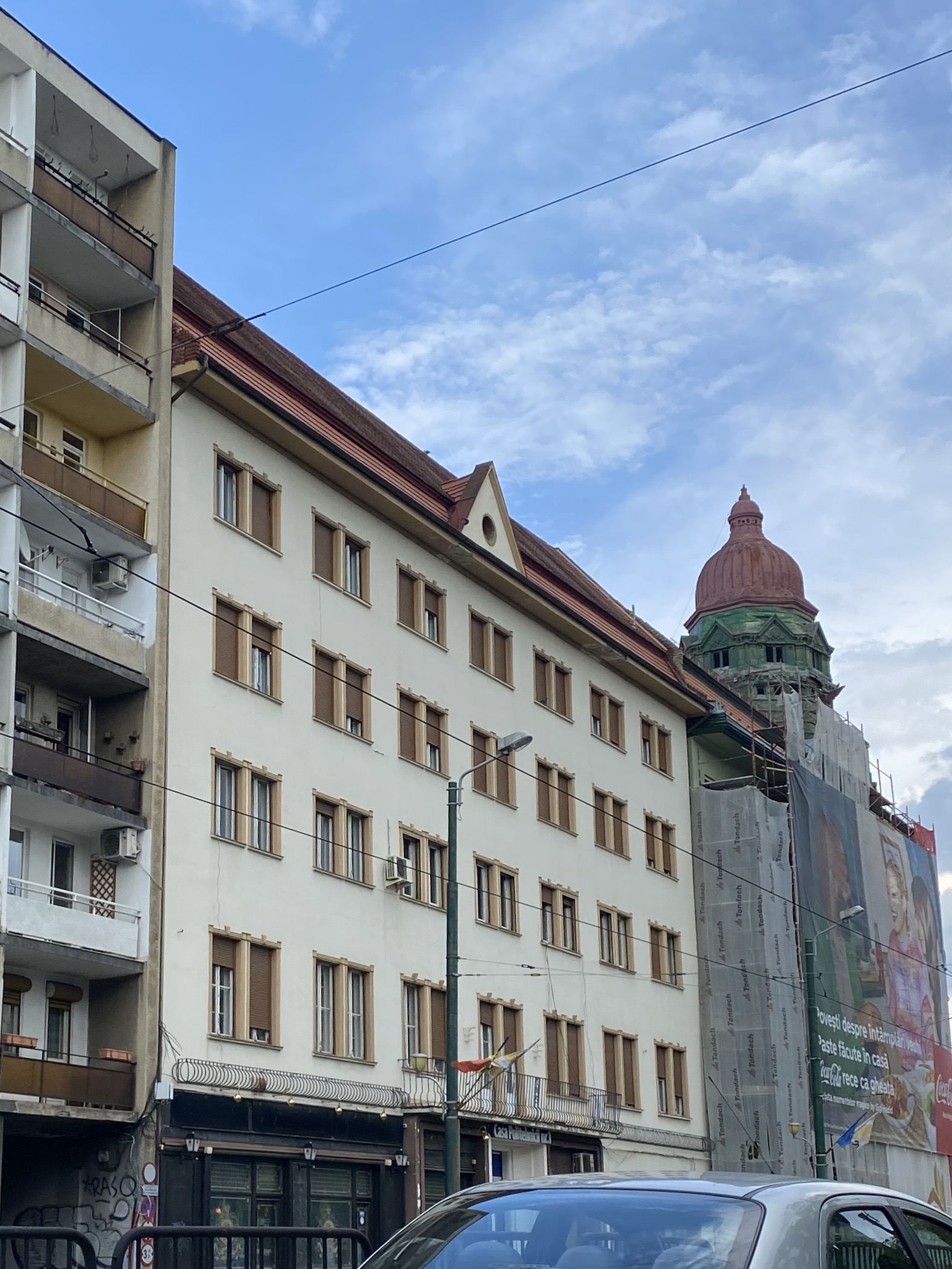
Căminul german pentru tineret (în prezent, Casa Politehnicii Nr. 1)

După cel de-Al Doilea Război Mondial, datorită regimului comunist, cariera lui Michael Wolf a fost afectată, acesta refugiindu-se cu familia sa în Budapesta și apoi în București, în 1950 fiind diriginte de șantier la Canalul Dunăre-Marea Neagră. Se întoarce, pentru o scurtă perioadă, cu familia sa la Timișoara, în cele din urmă, în 1963, emigrând definitiv în Germania, unde Wolf va profesa ca arhitect liber profesionist.

## Activitatea
Michael Wolf a fost un arhitect prolific, cu o activitate intensă în Timișoara în perioada interbelică. Lucrările sale s-au remarcat prin claritatea și sinceritatea în utilizarea materialelor și tehnicilor de construcție, precum și prin atenția la detalii.
Printre cele mai cunoscute lucrări ale lui Michael Wolf se numără:
- Școala Banația (în prezent Universitatea de Medicină și Farmacie „Victor Babeș”) - împreună cu Mathias Hubert;
- Casa de Cultură Germană (ulterior Clubul CFR Timișoara) - finalizată în 1952 și cu multe elemente care nu mai corespund planurilor inițiale ale lui Wolf;
- extinderea Școlii Notre-Dame (actuala Casă de Cultură a Studenților);
- Căminul german pentru tineret (în prezent, Casa Politehnicii Nr. 1) - 1935.